# Lijst van lokale omroepen in Oost-Vlaanderen
| Gemeente            | Stichting                                        | Naam                          | Opgeheven  |
| ------------------- | ------------------------------------------------ | ----------------------------- | ---------- |
| Aalst               | VZW Radio Rio                                    | Radio Maria Aalst             | 31/12/2017 |
| Aalst               | VZW Radio Caroline                               | City-Music                    | -          |
| Aalst               | VZW Saturnus                                     | ClubFM Aalst                  | -          |
| Aalst               | VZW Katanga                                      | Katanga (105,1)               | -          |
| Aalst               | VZW Belfort                                      | Dender                        | -          |
| Aalst               | VZW Radio Hofstade                               | Aalst Noord 106.7             | -          |
| Aalter              | VZW Radio Aalter                                 | Aalter                        | -          |
| Aalter              | VZW Alter-Natief                                 | VBRO Aalter                   | -          |
| Aalter              | VZW Logic FM                                     | ClubFM Aalter                 | -          |
| Aalter              | VZW Club FM                                      | FamilyRadio Aalter            | -          |
| Affligem            | VZW A.V.O.                                       | Avo                           | -          |
| Assenede            | VZW Aktief                                       | Aktief                        | -          |
| Berlare             | VZW Orlando                                      | ClubFM Berlare/Dendermonde    | -          |
| Beveren             | VZW Radio Waasland                               | Radio Waasland (105,7)        | 31/03/2004 |
| Beveren             | VZW VROPECO                                      | Galaxy (105,7)                | 31/12/2017 |
| Beveren             | VZW Radio Solymar                                | Goldies Radio (105,7)         | -          |
| Beveren             | VZW Radio Beverland                              | Beverland (106,1)             | -          |
| Brakel              | VZW Radio Free                                   | ClubFM Brakel                 | -          |
| Deinze              | VZW Jongeren en Muziek                           | Tequila                       | -          |
| Deinze              | VZW Vrije Lokale Radio Canteclaer Deinze         | ClubFM Deinze                 | -          |
| Dendermonde         | VZW 't Ros                                       | 't Ros                        | -          |
| Dendermonde         | VZW Weekend                                      | Beiaard                       | -          |
| Eeklo               | VZW Radio Neutraal                               | FamilyRadio Meetjesland       | -          |
| Eeklo               | VZW Radio TRL                                    | RGR FM Eeklo                  | -          |
| Eeklo               | VZW VERO                                         | ClubFM Eeklo                  | -          |
| Evergem             | VZW Artevelde                                    | ClubFM Evergem/Zelzate        | -          |
| Gavere              | VZW Lokale Radio K.O.L.M.                        | Radio Gavere                  | -          |
| Gent                | VZW Radio Airway                                 | Radio Maria Gent              | 31/12/2017 |
| Gent                | VZW Radio S.I.S.                                 | S.I.S.                        | -          |
| Gent                | VZW Radio Plus                                   | Zen FM                        | -          |
| Gent                | VZW Radio Roeland                                | Roeland                       | -          |
| Gent                | VZW Niet Openbare Lokale Radio Caroline Gent     | ClubFM Gent                   | -          |
| Gent                | VZW Radio Superstar                              | Superstar                     | -          |
| Gent                | VZW Urgent                                       | Urgent.fm                     | -          |
| Gent                | VZW ISCO                                         | CROOZE.fm Gent                | -          |
| Gent                | VZW Nieuwsradio Gent FM                          | FamilyRadio Gent              | -          |
| Gent                | VZW Rock FM                                      | Plus                          | -          |
| Gent                | VZW Meetjesland                                  | Meetjesland                   | -          |
| Geraardsbergen      | VZW M.I.G.                                       | MIG (radio)                   | -          |
| Haaltert            | VZW P.R.O.S.                                     | P.R.O.S. (105,8)              | 31/12/2017 |
| Hamme               | VZW Forrest FM                                   | ClubFM Hamme                  | -          |
| Herzele             | VZW Star                                         | Star                          | -          |
| Kaprijke            | VZW Radio Internationaal                         | Internationaal                | -          |
| Kluisbergen         | VZW Radio Hermes                                 | ClubFM Ronse                  | -          |
| Kruibeke            | VZW Radio Barbier                                | Radio Barbier (103,2)         | 27/05/1986 |
| Kruibeke            | VZW Radio Maranatha                              | Radio Maranatha (107,2)       | 31/12/1999 |
| Kruibeke            | -                                                | Radio Mercator (97,0)         | 16/05/1992 |
| Kruibeke            | VZW Radio Scheldeland                            | Radio Nostalgie (107,2)       | 08/02/2003 |
| Kruibeke            | VZW Radio Scheldeland                            | Cool FM (107,2)               | 01/08/2008 |
| Kruibeke            | VZW Radio Scheldeland                            | Goldies Radio (107.2)         | 31/12/2017 |
| Kruibeke            | VZW Repmond Rock                                 | Repmond Rock Radio (87.6)     | 23/06/2018 |
| Lierde              | VZW Radio Delta                                  | Data                          | -          |
| Lochristi           | VZW Radio You                                    | ClubFM Lochristi/Lokeren      | -          |
| Lokeren             | VZW Lokeren Radio                                | RLVW (105.9)                  | -          |
| Maarkedal           | VZW Radio Popcorn                                | ClubFM Ronse                  | -          |
| Maldegem            | VZW Saturnus                                     | ClubFM Maldegem               | -          |
| Merelbeke           | VZW USAM                                         | USA                           | -          |
| Nazareth            | VZW ARONA                                        | Arona                         | -          |
| Ninove              | VZW Radio Del Sol                                | Del Sol                       | -          |
| Ninove              | VZW Lokale Radio Ninove 104.7                    | Ninove                        | -          |
| Oudenaarde          | VZW Radio Brouwer                                | Brouwer                       | 31/12/2017 |
| Oudenaarde          | VZW Digitaal                                     | ClubFM Oudenaarde             | -          |
| Sint-Gillis-Waas    | VZW Topradio Waasland                            | Topradio Waasland             | 31/12/2017 |
| Sint-Laureins       | VZW Radio- en disco Polderland                   | Polderland                    | -          |
| Sint-Lievens-Houtem | VZW V.R.S.                                       | V.R.S.                        | -          |
| Sint-Lievens-Houtem | VZW Lokale Radio Impuls                          | Impuls                        | -          |
| Sint-Niklaas        | GCV Oorstrelend                                  | Radio 77 (102,6)              | -          |
| Sint-Niklaas        | VZW Vrije Private Omroepvereniging Land Van Waas | RLVW (107.9)                  | -          |
| Sint-Niklaas        | GCV Oorstrelend                                  | Goldies Radio (106,8)         | -          |
| Sint-Niklaas        | VZW Radio Solymar                                | Goldies Radio (107,9)         | 31/12/2017 |
| Sint-Niklaas        | VZW Lorasin                                      | Lorasin (105,5)               | 31/12/2017 |
| Stekene             | VZW Horizon                                      | Waasland                      | 31/12/2017 |
| Waarschoot          | VZW Radio Tris                                   | ClubFM Waarschoot/Zomergem    | -          |
| Wetteren/Wichelen   | VZW Apollo                                       | ClubFM Wetteren               | 31/12/2017 |
| Wetteren/Wichelen   | VZW Radio VRS                                    | Radio Accent Wetteren en Gent |            |
| Zele                | VZW Liberty                                      | ClubFM Zele/Lokeren           | -          |
| Zelzate             | VZW Zelzaatse Radio Omroep Mietje Stroel         | Z.R.O. Mietje Stroel          | -          |
| Zingem              | VZW Lokale Radio Delmare                         | Delmare                       | -          |
| Zottegem            | VZW Lokale Radio Impact                          | Impact                        | -          |
| Zottegem            | VZW Prima                                        | Prima                         | -          |